# Hrabstwo Phillips (Kolorado)
Hrabstwo Phillips (ang. Phillips County) – hrabstwo w stanie Kolorado w Stanach Zjednoczonych. Hrabstwo zajmuje powierzchnię 1781 km². Według szacunków United States Census Bureau w roku 2010 liczyło 4 442 mieszkańców. Siedzibą administracyjną hrabstwa jest Holyoke.

## Miasta
- Amherst (CDP)
- Haxtun
- Holyoke
- Paoli